# Heterodoassansia punctiformis
Heterodoassansia punctiformis är en svampart som först beskrevs av Georg Winter, och fick sitt nu gällande namn av Vánky 1993. Heterodoassansia punctiformis ingår i släktet Heterodoassansia och familjen Doassansiaceae.   Inga underarter finns listade i Catalogue of Life.